# PaK 36反坦克炮
PaK 35/36（德語：Panzerabwehrkanone 35/36）是一款納粹德國於第二次世界大戰期間使用的反戰車砲，其所使用的砲彈口徑為37毫米。Pak 36直至於1942年被5cm Pak 38反坦克砲所取代前為德意志國防軍最主要的反戰車武器。

## 37毫米 PaK 36 L/45 彈藥
Pzgr
- 彈重: 0,685公斤
- 槍口初速: 745公尺/秒

Pzgr 40

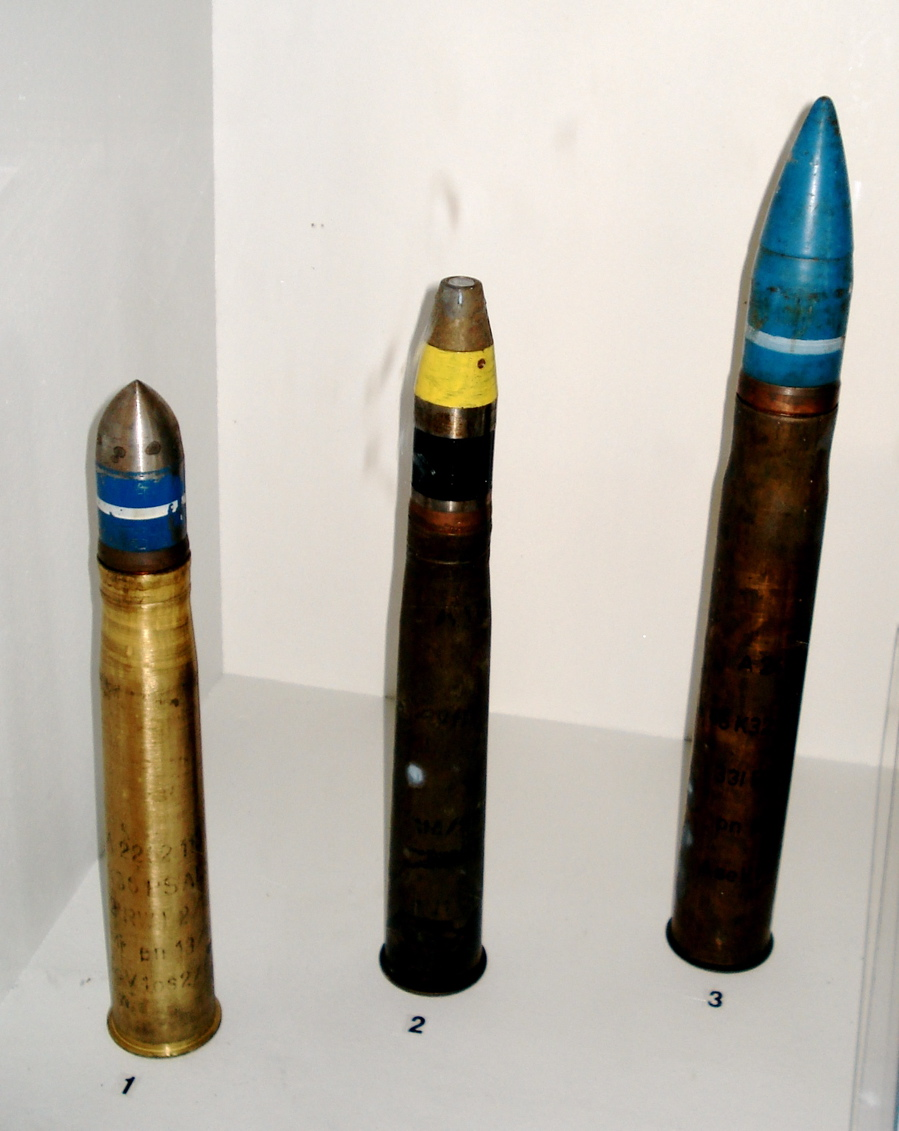
37毫米 PaK 36 L/45 彈藥

鎢芯彈藥，其重量更輕，同時有更高的初速，但只有小量生產。
- 彈重: 0,368公斤
- 槍口初速: 1,020公尺/秒

| 射程   | 穿透度 | 訓練  | 實戰  |
| ------ | ------ | ----- | ----- |
| 100米  | 64公釐 | 100 % | 100 % |
| 500米  | 31公釐 | 100 % | 100 % |
| 1000米 | 22公釐 | 100 % | 85 %  |
| 1500米 | 20公釐 | 95 %  | 61 %  |
| 2000米 | 0公釐  | 85 %  | 43 %  |

穿透度以Pzgr40及30度裝甲板計算。

## 歷史

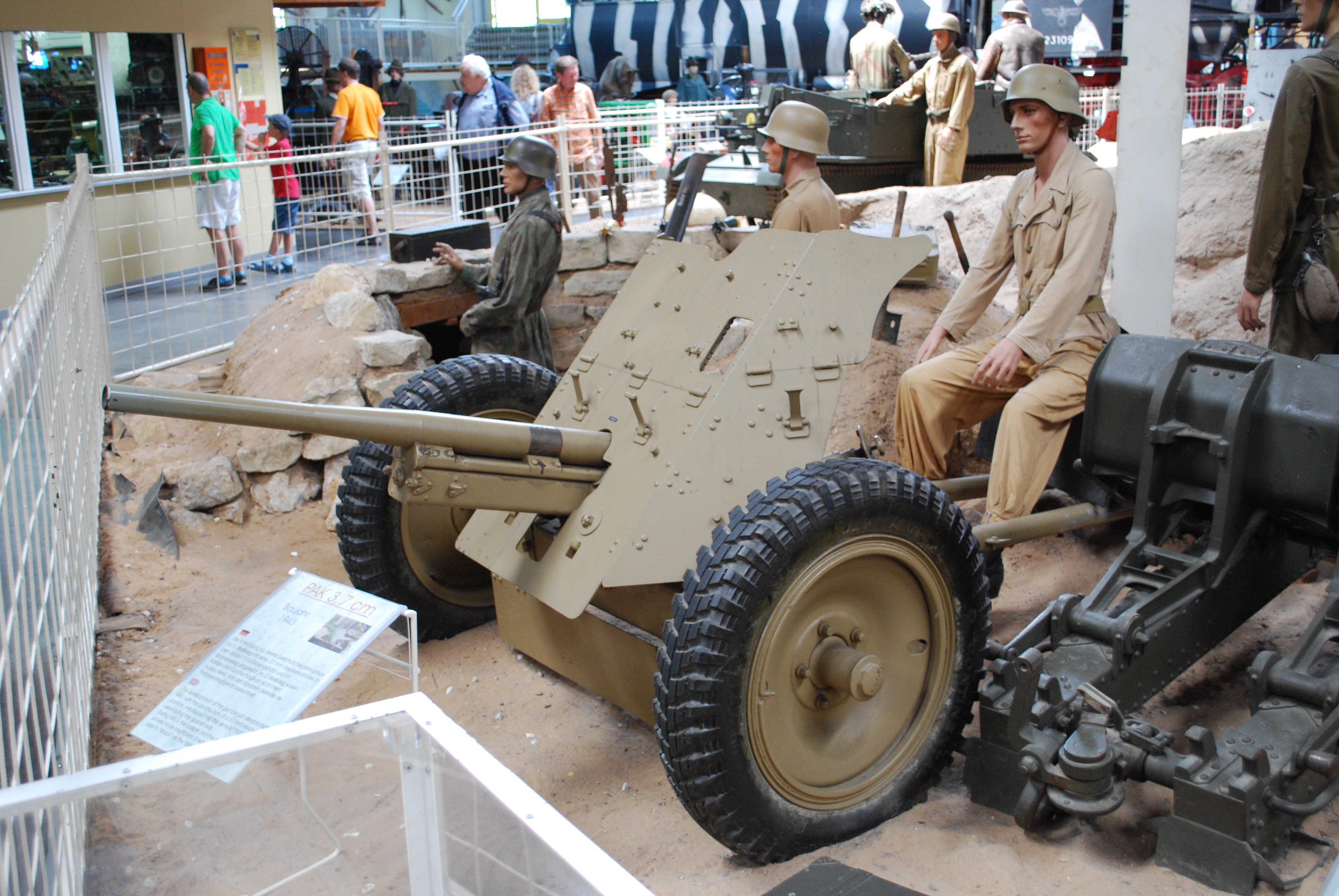
模仿的北非戰場上的德軍PaK 36反戰車兵場景

1924年，萊茵金屬開始研發一支骡马拖曳式木质车轮的3.7厘米反戰車砲（3.7厘米 PaK L/45）第一支成品則於1928年投放到戰場上。20世紀30年代初，馬拉式火砲明顯過時了。因此，設計人員以鎂合金車輪和充氣輪胎代替了原來的木輪。新式反戰車砲喚作3.7厘米 PaK 35/36，1933年定型，1934年起開始正式替換德军装备的骡马拖曳式PaK L/45，並於1936年西班牙內戰中首次參與戰爭。方便地能由汽车、装甲车、甚至三轮摩托车拖曳，也可以由畜力牵引。在平坦的地形上，4名砲班成员也可以很方便地推动这种战防砲迅速转移阵地。第二次世界大戰首年成為了不少國家的基本反戰車武器。KwK 36 L/45實際上是同一支反戰車砲，发射被帽穿甲弹时，100米距离上能穿透34毫米厚的垂直均质钢装甲，500米距离上穿甲能力为29毫米，在1000米距离也有20毫米穿甲能力。各国当时装备的戰車装甲厚度普遍都很薄：苏制T-26轻型戰車装甲厚度只有15毫米，法国的雷诺FT-17为22毫米。日制89式中型戰車正面装甲只有17毫米，侧后装甲15毫米，顶甲10毫米。95式轻型戰車正面装甲仅仅12毫米，其他部分装甲最厚仅为6毫米。被称为“豆战车”的94式超轻型戰車最大装甲厚度仅10毫米。
於1940年5月法國戰役之時，PaK 36的組員發現其作為一種小口徑武器已經有些過時，對抗英國的瑪蒂達 II或法國的B1重型戰車及S-35戰車顯得力不從心。但PaK 36仍對當時最常見的輕型戰車有效，例子如法國戰役中的雷諾FT-17戰車及巴巴羅薩行動中的T-26戰車。中型戰車的廣泛引入快速抹除了此反戰車砲的效能，於東線戰場對抗T-34戰車時被戲稱陸軍的「敲門砲」（德語：Heeresanklopfgerät，由於對該戰車的攻擊只能發出類似敲門的聲音而得名），亦有士兵指其功能只餘下宣傳，對T-34完全無效。
PaK 36於1940年中期開始由PaK 38所替換，期間PaK 36則額外配給含鎢的砲彈（Pzgr. 40）以加強其穿甲能力。雖然其依然不能對抗T-34，於1942年前却仍是不少部隊的標準反戰車武器。

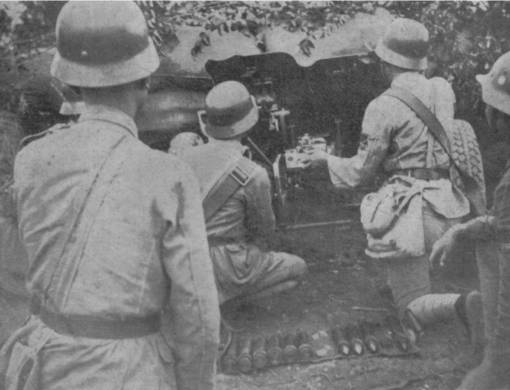
在中國戰場上，中國士兵的Pak 36能擊毀日軍戰車

由於PaK 36最終被完全取代，很多軍人把其從牽引輪上拆除，再裝至SdKfz 251半履帶車，作為一輕型反戰車武器。德軍亦將拆下來的PaK 36送給羅馬尼亞第三及第四軍團作為天王星行動中史太林格勒戰役的補給。PaK 36也服役於芬蘭、匈牙利，和斯洛伐克軍隊。
雖然PaK 36在歐洲戰場表現不佳，但在中國戰場卻是戰車殺手，皆因日軍戰車裝甲薄弱而且採用舊式的鉚釘連接而非焊接，所以在國民革命軍手上的PaK 36能擊毀日軍九五式輕戰車甚至九七式中戰車，例如在台兒莊戰役期間國民革命軍的PaK 36一舉擊毀日軍13輛戰車。

### 41型柄式榴彈

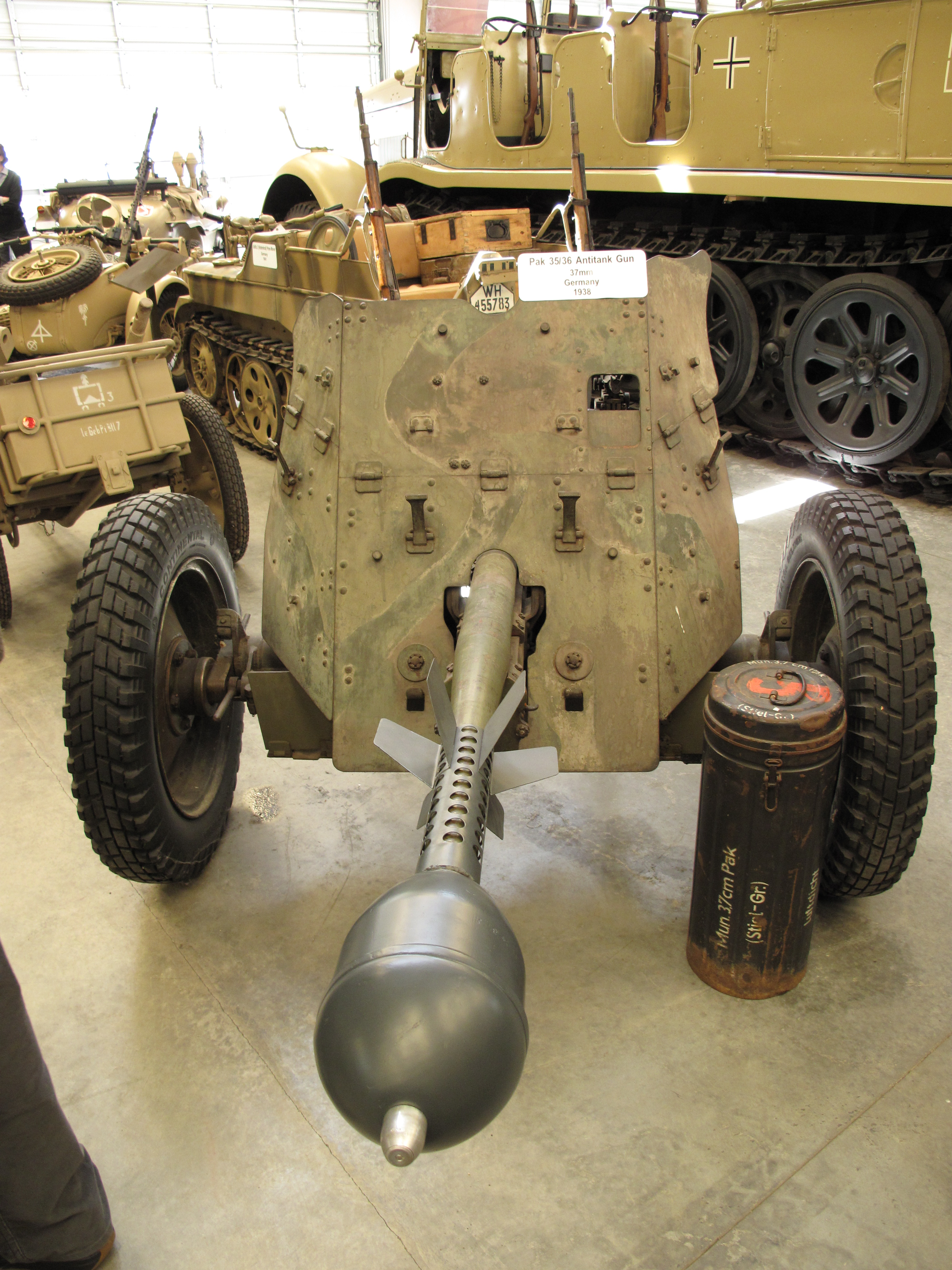
PaK 36配上41型柄式榴彈

1943年，德軍引進了使用錐形裝藥的41型柄式榴彈，使PaK 36能擊穿160毫米厚的裝甲，儘管其低初速限制了射程(最遠僅300公尺)。這些新型的PaK 36通常配給至空降獵兵及其它輕型部隊，因為PaK 36比其它反戰車砲輕，所以不會降低其機動能力。

## 戰車砲

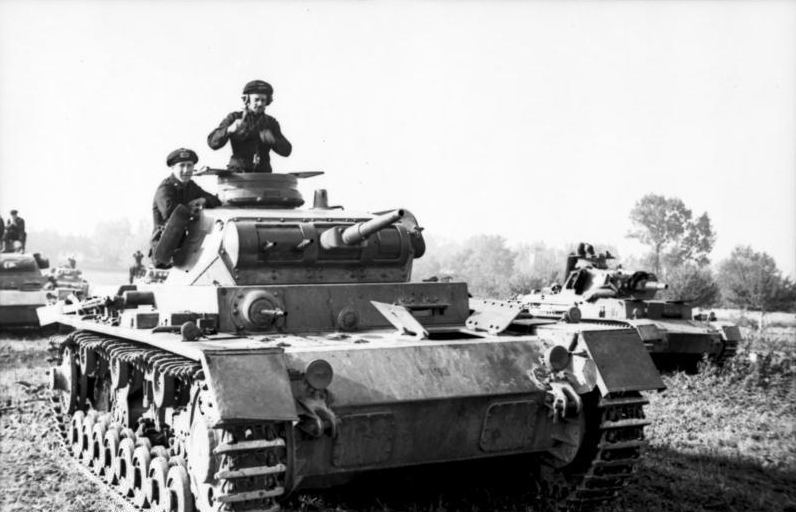
早期型三號戰車也以PaK 36作為戰車砲，編號為KwK 36，此為波蘭戰役時的三號戰車D型

PaK 36不單作為拖曳式反戰車砲，三號戰車由A型至G型皆使用PaK 36作為其戰車砲。

## 使用國家
- 納粹德國（生產國）
- 中華民國：1934年10月24日，据时任国民革命军顾问的德国亞歷山大·馮·法肯豪森将军在公文中写，为了完成整编部队计畫，中国向德国订购1935年春交付的军火裡包括PaK-35/36型37毫米战防砲20门每砲配有1000发砲弹。1935年12月，兵工署的报告称，已运抵中国的PaK-35/36型战防砲达到60门。1936年，国民政府又从德国购入了124门37毫米战防砲，每砲配1000发砲弹，这124门砲中，有104门是德军淘汰的木轮PaK L/45型，只有20门是可由车辆牵引的Pak35/36型。至1938年德国停止对华出口武器时，中国从德国进口的PaK-35/36战防砲约为500门，砲弹55万发。[5]1937年抗战爆发时，真正编入该砲的有中央军第36师、第87师、第88师、黄埔校教导总队、装甲兵团和税警总团。其中，每个调整师、税警总团有一个4门制战防砲连，中央军校教导总队每个团有一个6门制战防砲连，装甲兵团有一个战防砲营（辖3个6门制车辆牵引式战防砲连）。每个砲班8人，包括砲长，砲手，装填手，2名弹药手和2名驾驶员，以及1名预备砲手。德国于1938年5月宣布停止对华出口武器，最后一批进口武器于1938年8月运抵中国。从1937年抗战爆发到1938年8月，中国总计收到了246门PaK-35/36型战防砲。1938年初，编组砲兵第51团和第52团，每团装备48门Pak 35/36型37毫米战防砲。徐州会战时，砲兵第52团及第200师师属战防砲营，共4个战防砲营配属给了第五战区。1941年，國民政府兵工署第五十兵工廠根據德國人提供的圖紙資料及購買的零部件對該砲進行了仿製，命名爲「30年式50倍徑37公釐戰車防禦炮」，整個抗戰期間共仿製了90餘門。
- 芬兰
- 爱沙尼亚
- 匈牙利
- 斯洛伐克
- 罗马尼亚王国